# 布爾卡尼夫
49°16′45″N 25°21′41″E / 49.27917°N 25.36139°E
布爾卡尼夫（烏克蘭語：Бурканів）是位於烏克蘭西部特諾皮爾州裏特諾皮爾區的村莊，始建於1564年，面積4.59平方公里，2001年人口856，人口密度每平方公里186.7人。